# Pannonica de Koenigswarter
La baronessa Pannonica de Koenigswarter, nata Kathleen Annie Pannonica Rothschild e soprannominata Nica (Londra, 10 dicembre 1913 – New York, 30 novembre 1988), è stata una mecenate britannica che supportò diversi musicisti jazz dell'epoca, specie fra gli anni 1940 e '50, in particolare Thelonious Monk che le dedicò la composizione Pannonica.

## Biografia

### Primi anni

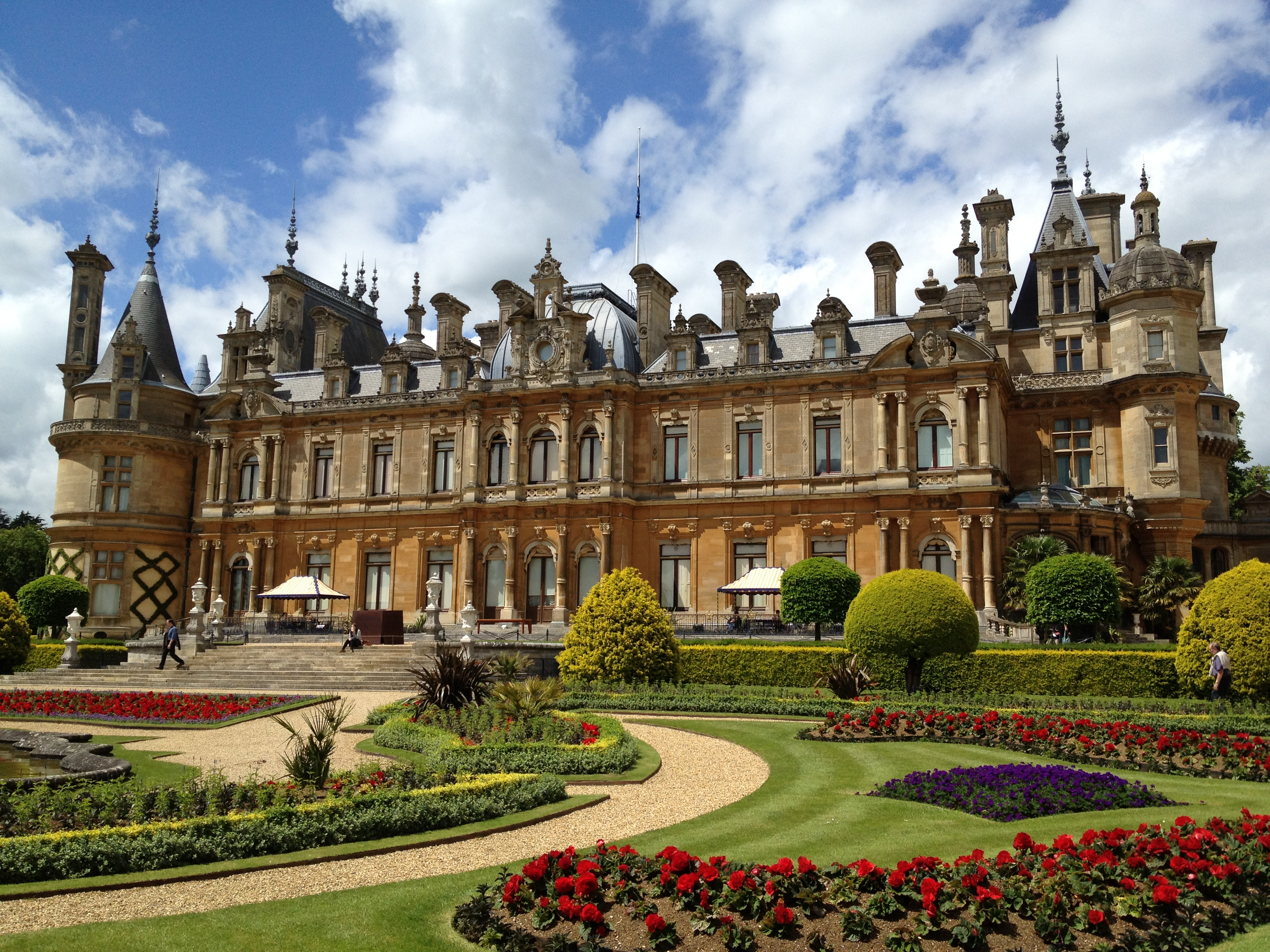
Waddesdon Manor, dove Pannonica visse la sua infanzia

Nata nel ramo londinese della famiglia Rothschild (Nathan Mayer Rothschild era suo trisavolo), era figlia di Nathaniel Charles Rothschild, banchiere e appassionato di entomologia, che prese il nome di sua figlia da quello di una specie di falena (la Eublemma pannonica); sua madre, Rozsika von Wertheimstein, era di origine ungherese ed era stata in gioventù una campionessa di tennis. Pannonica aveva un fratello e due sorelle, tutti maggiori di lei: Miriam, che divenne botanica e zoologa, Elisabeth Charlotte, detta "Liberty", e Victor, terzo barone Rothschild; abitavano a Waddesdon Manor, nel Buckinghamshire. La famiglia di Pannonica non era molto praticante, tuttavia celebravano le feste comandate e da bambina le venne insegnato a pregare tutte le sere prima di coricarsi; da adulta, Pannonica sarebbe stata orgogliosa di essere ebrea, un tratto che avrebbe passato ai suoi figli, festeggiando con loro lo Yom Kippur.
Suo padre soffriva di depressione o di schizofrenia, per la quale venne ricoverato alcune volte e che lo portò al suicidio nel 1923, a 46 anni.

### Matrimonio e guerra
A diciotto anni Pannonica già guidava macchine veloci e in seguito si appassionò all'aviazione, tanto che a ventun anni aveva già la licenza di pilota; in quel periodo conobbe, all'aeroporto Paris Plage a Le Touquet, il trentunenne barone Jules de Koenigswarter, anch'egli ebreo; questi, che era ingegnere minerario, banchiere e pilota, era già vedovo e con un figlio, e dopo solo tre mesi, nell'ottobre 1935, i due si sposarono nel municipio di New York, per trasferirsi poi ad Abondant, non lontano da Parigi. Con l'ascesa al potere dei nazisti Jules, che era luogotenente, venne chiamato al fronte con le forze della France libre e lasciò a Pannonica una mappa con le seguenti istruzioni: "Se i tedeschi arrivano a questo punto, prendi i bambini e scappa con ogni mezzo dalla tua famiglia in Inghilterra". Pannonica le eseguì nel 1939, partendo da Parigi con quello che sarebbe stato l'ultimo treno assieme ai figli, a una balia e a una domestica; sua suocera, invece, che ignorò le indicazioni di Jules, fu deportata e perì ad Auschwitz: nell'Olocausto morì, nel complesso, gran parte della famiglia estesa di Jules e dei parenti da parte di madre di Pannonica.
Poco dopo, sempre su indicazione di Jules, Pannonica fece trasferire i loro due figli, Patrick e Janka, presso la famiglia Guggenheim a Long Island, e si riunì al marito in Africa svolgendo varie mansioni (ad esempio autista di ambulanza) e raggiungendo a sua volta il grado di luogotenente decorato. Dopo la guerra Jules venne assunto nei servizi diplomatici francesi, e fece trasferire la sua famiglia prima in Norvegia e poi in Messico. La coppia ebbe altri tre figli, Berit, Shaun e Kari.

### Il jazz

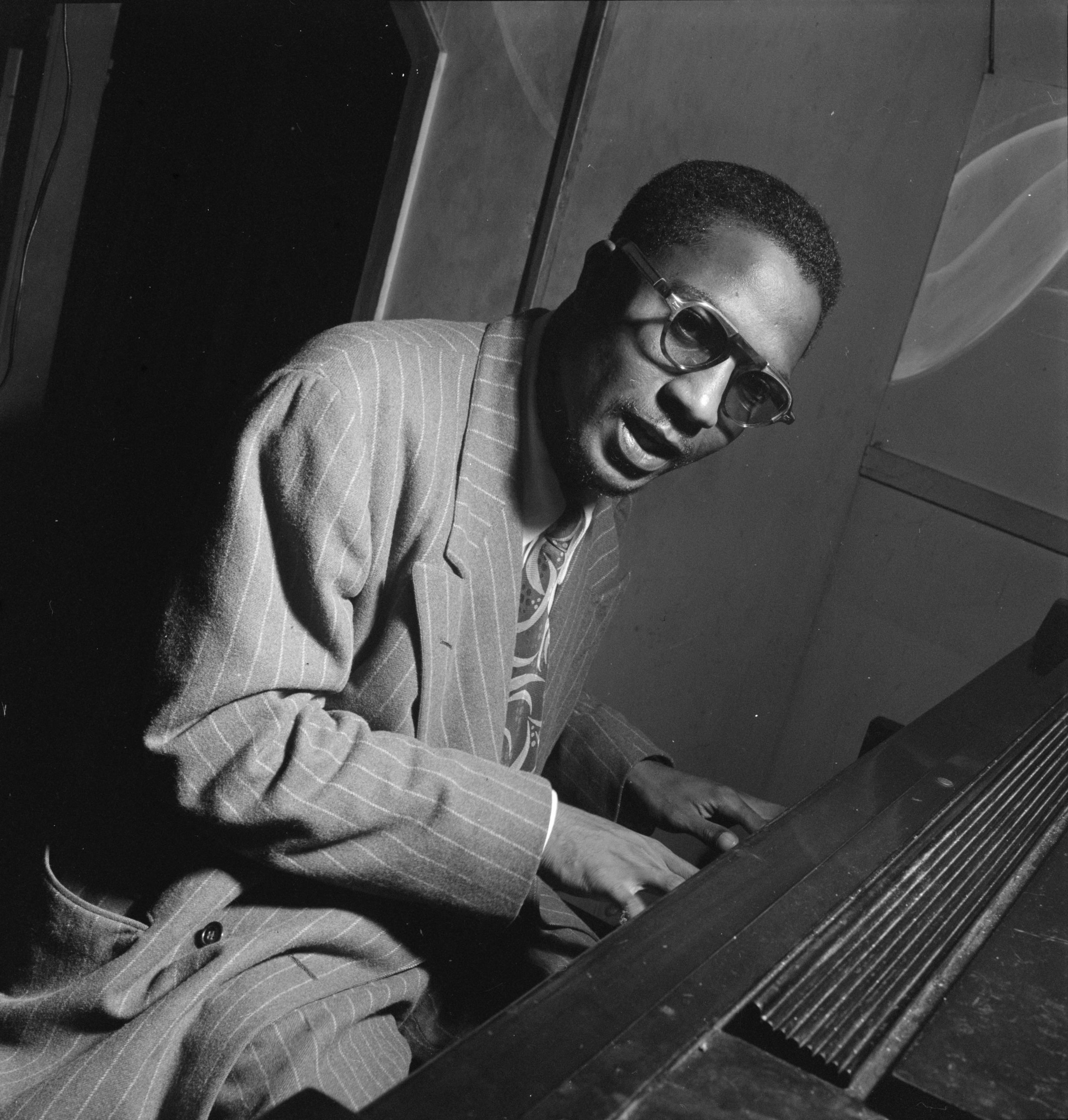
Thelonious Monk

Pannonica si interessò al jazz grazie a suo fratello Victor, anch'egli appassionato, ma fu in Messico, ascoltando la registrazione di Black, Brown and Beige di Duke Ellington, che capì di dover entrare in qualche modo nel mondo della musica jazz. La svolta fu nel 1948: tornando da New York diretta all'aeroporto, si fermò per una breve visita al pianista Teddy Wilson, di cui era amica; questi le fece ascoltare una registrazione di 'Round Midnight, dell'allora sconosciuto Thelonious Monk, da cui rimase stregata, riascoltandola una ventina di volte di fila. Pannonica perse l'aereo, ma non ne prese un altro: dimentica del marito e dei cinque figli che l'attendevano in Messico, si trasferì in una suite dell'hotel Stanhope e cominciò a prodigarsi per rintracciare il musicista, cosa in cui riuscì nel 1954.
Da quel momento Pannonica si dedicò completamente a Monk, pagando le sue bollette, accompagnandolo dai medici o agli spettacoli, portando lui e la sua famiglia a vivere nella sua casa e, quando necessario, aiutando sua moglie Nellie a farlo ricoverare. Nel 1957, fu grazie a Pannonica se Monk, dopo una pausa forzata di sei anni a causa di problemi di droga, riottenne la cabaret card e venne ingaggiato dal Five Spot nel Greenwich Village. Secondo la sua pronipote e biografa Hannah Rothschild, Pannonica era innamorata di Thelonious, ma la relazione sarebbe stata solo platonica (come entrambi, del resto, affermarono al tempo); Monk non si separò mai da sua moglie Nellie, che gli era altrettanto devota e, al funerale del musicista, le due donne sedettero una a fianco all'altra, ricevendo entrambe le medesime condoglianze.
Tramite Monk, Pannonica conobbe numerosi altri musicisti jazz, di cui divenne molto amica e che aiutò alla stessa maniera, entrando nella loro cerchia ristretta molto più di tante altre persone. Uno di questi, Charlie Parker, si recò da lei, nella suite che la baronessa occupava all'hotel Stanhope perché non stava molto bene e, tre giorni dopo, il 12 marzo 1955 morì improvvisamente mentre guardava la televisione. Lo scandalo mediatico che montò fu enorme: Pannonica fu buttata fuori dall'hotel e, l'anno seguente, Jules le chiese il divorzio, ottenendo anche la custodia dei tre figli minori della coppia. Venne inoltre ufficialmente diseredata dalla sua famiglia, anche se mantenne i contatti con i suoi fratelli.
Un altro evento che fece scalpore le accadde nel 1958, mentre accompagnava in macchina Thelonious Monk ad una serata a New Castle. I due si fermarono ad un motel per andare in bagno; la vista di una donna bianca con un uomo nero, allora ancora insolita in Delaware, attrasse l'attenzione e finì per sfociare in una rissa, durante la quale Monk fu picchiato; la polizia, giunta sul posto, controllò la macchina di Pannonica e trovò della marijuana: ritenendo che Monk fosse troppo debole per sopravvivere alla prigione, lei si prese la colpa della cosa. Pannonica scontò alcune notti in galera, ma su di lei pendeva una possibile sentenza a dieci anni di carcere seguita dall'espulsione dagli Stati Uniti; fortunatamente, il caso fu archiviato alcuni anni dopo per un cavillo burocratico, grazie al suo avvocato che sostenne che i poliziotti avevano perquisito la sua macchina senza il suo consenso.

### Ultimi anni
Dopo il lungo periodo passato tra le stanze d'albergo, Pannonica si trasferì in una casa compratale dal fratello Victor a Weehawken, vicino all'ingresso del Lincoln Tunnel (dove abitava con moltissimi gatti, oltre trecento, secondo alcuni racconti);  a partire dal 1970 qui visse anche Thelonious Monk, passandovi in particolare gli ultimi anni di vita, quando la sua salute mentale era ormai deteriorata, fino alla morte nel 1982.
Nei suoi ultimi anni la baronessa si prodigò per la sopravvivenza del Jazz Cultural Theatre di Barry Harris. Negli anni Ottanta passò inoltre alcune settimane in Israele, dove sua figlia Janka era andata a vivere, piantando anche un albero in memoria di Monk nella Foresta della Pace di Gerusalemme.
Intorno al 1984 uscì indenne da un cancro e da un'epatite; morì d'infarto quattro anni più tardi, settantaquattrenne, in seguito a un'operazione per un bypass aorto-coronarico presso il Columbia-Presbyterian Medical Center. A lei sono state dedicate canzoni da almeno una quindicina di artisti jazz, tra cui:
- Art Blakey (Weehawken Mad Pad)
- Barry Harris (Cats In My Belfry e Inca)
- Donald Byrd (Pannonica)
- Doug Watkins (Pannonica)
- Eddie Thompson (Theme For Nica)
- Freddie Redd (Nica Steps Out)
- Gigi Gryce (Nica's Tempo)
- Horace Silver (Nica's Dream, poi riproposta da Dee Dee Bridgewater con alcune strofe in più)
- Kenny Dorham (Tonica)
- Kenny Drew (Blues for Nica)
- Sonny Clark (Nica)
- Thelonious Monk (Pannonica, Coming on the Hudson, Bolivar Blues e Little Butterfly, quest'ultima con John Hendricks)
- Tommy Flanagan (Thelonica)
- Wayne Horvitz (Nica's Day)